# Омбернак
Омбернак (фр. Ambernac) насеље је и општина у западној Француској у региону Поату-Шарант, у департману Шарант која припада префектури Конфолан.
По подацима из 2011. године у општини је живело 415 становника, а густина насељености је износила 13,81 становника/km². Општина се простире на површини од 30,05 km². Налази се на средњој надморској висини од 200 метара (максималној 232 m, а минималној 147 m).

## Демографија
| 1962. | 1968. | 1975. | 1982. | 1990. | 1999. | 2011. |
| ----- | ----- | ----- | ----- | ----- | ----- | ----- |
| 551   | 571   | 480   | 441   | 430   | 422   | 415   |

График промене броја становника у току последњих година